# AA São Bento
AA Santo Bento was een Braziliaanse voetbalclub uit de stad São Paulo in de staat São Paulo.

## Geschiedenis
De club werd opgericht in 1914. De club nam al meteen deel aan het staatskampioenschap en werd kampioen. Hierna speelde de club tegen Flamengo, de kampioen van de stad Rio de Janeiro en won met 1-0. In 1925 werd de club voor een tweede keer kampioen. In 1935 werd de club ontbonden nadat het profvoetbal ingevoerd werd.

## Erelijst
Taça dos Campeões Estaduais Rio-São Paulo
1915
Campeonato Paulista
1914, 1925

## Bekende (oud-)spelers
- Armando Del Debbio
- Silvio Lagreca